# علي بن أبان الأزدي
علي بن أبان الأزدي ( 272هـ - 885م ) من بني المهلب بن أبي صفرة، شجاع ثائر كان أكبر أعوان صاحب الزنج علي بن محمد الخارج على بني العباس، شهد معه الوقائع الكثيرة وقاد جيوشه وحارب بين يديه ولما قتل صاحب الزنج اختفى علي بن أبان فطلبه الموفق العباسي فقبض عليه سنة 270هـ وسجنه ثم قتله ببغداد سنة 272هـ.